# Granulométrie laser

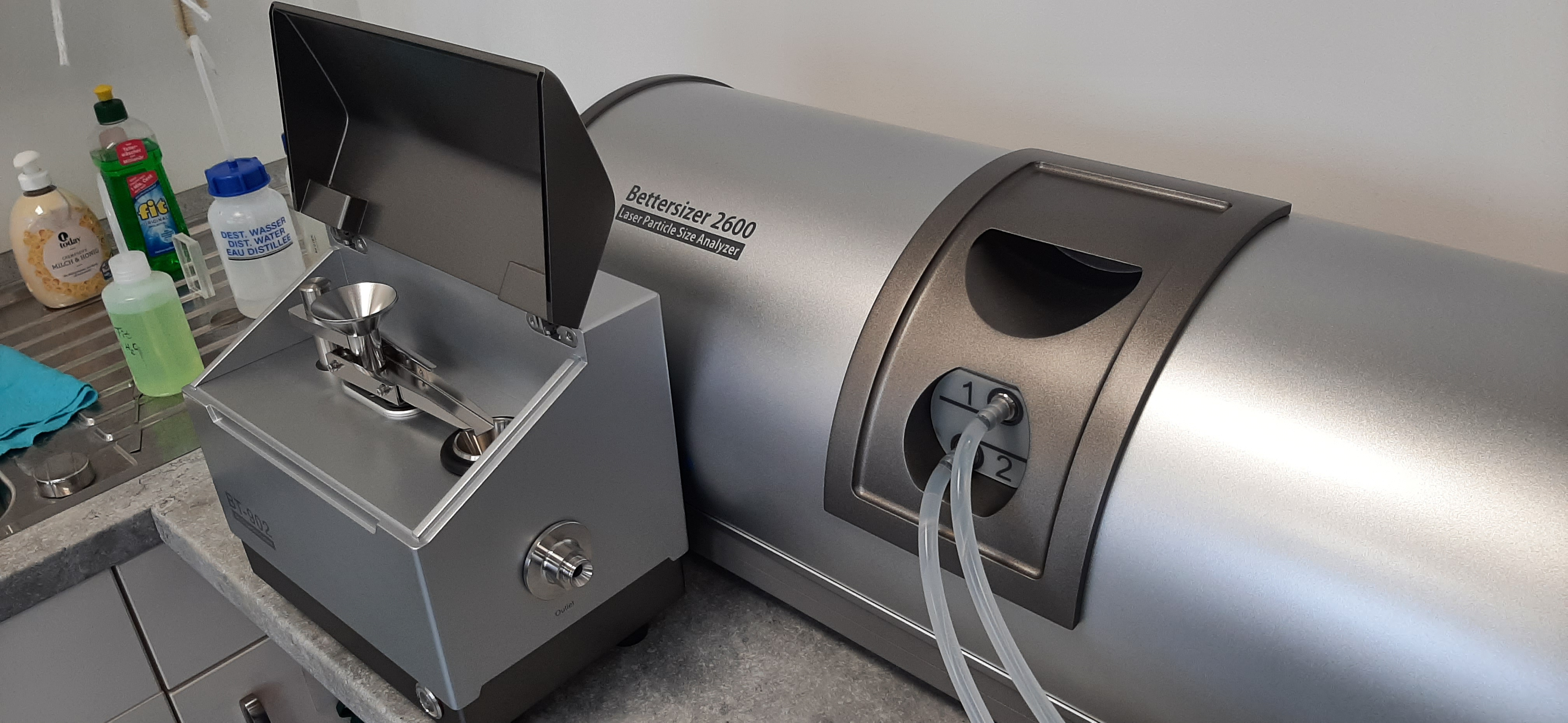
Diffraction laser Granulomètre

La granulométrie laser ou plus précisément analyse granulométrique par diffraction laser est une technique créée dans les années 1970. De façon générale, la granulométrie permet la mesure de la taille des particules, ou plus exactement de leurs rayons. La granulométrie laser, elle, permet la mesure de tailles comprises entre 0,05 et 900 µm, ce qui est bien plus précis qu'avec la technique par tamis. Elle convient donc particulièrement aux suspensions de polymères, à tout type de poudre (minérale ou non)…

## Principe
La granulométrie laser est une technique basée sur la diffraction de la lumière.
D'après la théorie de Fraunhofer :
- on considère des particules sphériques non poreuses et opaques ;
- ces particules ont un diamètre supérieur à la longueur d'onde ;
- les particules sont suffisamment éloignées les unes des autres ;
- les particules sont animées d'un mouvement aléatoire ;
- les particules diffractent la lumière avec la même efficacité quelle que soit leur taille.

Lorsqu'un faisceau laser éclaire une particule, on peut observer des franges de diffraction. Selon Fraunhofer, l'intensité du rayonnement diffracté et l'angle de diffraction sont fonction de la taille des particules. Plus la particule est petite, plus l'angle de diffraction est grand.
La théorie de Mie complète et remplace la théorie de Fraunhofer pour les particules inférieures à 10 µm.
La norme ISO 13320 précise la théorie et les bonnes conditions d'utilisation des granulomètres laser.

## Mise en œuvre
Il faut tout d'abord disperser l'échantillon. En général, on utilise de l'eau comme dispersant mais l'eau, comme tout autre dispersant, provoque un phénomène de diffraction que l'on peut considérer comme un bruit de fond. Il faut donc dans une première étape mesurer ce bruit seul pour comparer par la suite les différences de diffraction.
Les mesures sont très rapides, il faut quelques secondes pour lire 2 000 à 4 000 fois la lumière diffusée par des milliers de particules présentes en même temps dans le faisceau laser.
Il est également possible de faire des mesures en voie sèche, une plus grande quantité de particules est mesurée.
La mesure en continu et en ligne donne une réponse instantanée.

## Fonctionnement
| Source lumineuse | Détecteurs             | Analyse         |
| ---------------- | ---------------------- | --------------- |
| Laser            | PM                     | Microcontrôleur |
|                  | CPM                    | PC              |
|                  | Photodiode à avalanche |                 |

Principe
Un rayon laser, focalisé au micromètre, traverse le liquide ; les particules présentes dans la zone sensible créent une extinction et une rétrodiffusion caractéristiques de leur taille et leur nombre.

## Applications
Le granulomètre est avant tout un instrument de mesure de laboratoire mais peut également être utilisé dans l'industrie.
- Mesure de la cristallisation du sucre.
- Contrôle de chaînes de productions de poudres : ciment, toner, etc.
- Contrôle dans l'alimentaire.

## Normes internationnalles
- ISO 13320[1] et ISO/TS 5973[2]